# Кошница
Кошница, улиште или ул је стан за пчеле у ком смештају залихе хране, разможавају се и одржавају пчелиње друштво. 
У савременом пчеларству кошница је оруђе којим се искоришћава пчелиње друштво. Истовремено се преко кошнице, уз примену и других метода, регулишу инстинкти медоносне пчеле.
Постоји више врста кошница:
- Кошнице са непокретним саћем
  - Дубина
  - Вршкара
- Кошнице са покретним саћем
  - Вишекорпусна кошница широкониских оквира
    - Дадан-Блатова кошница (ДБ)
      - ДБ-12
      - ДБ-10

    - Лангстрот-Рутова кошница (ЛР)
    - Родна Воја (РВ)

  - Алберт-Жнидершичева (АЖ)
    - АЖ ГРОМ

  - Полошка
    - Са ДБ рамовима

  - Помоћне кошнице:
    - Нуклеус